# 金带笛鲷
金带笛鲷（学名：Lutjanus vaigiensis）为笛鲷科笛鲷属的鱼类。分布于非洲东岸、印度洋、菲律宾、日本、澳大利亚以及中国南海等海域。该物种的模式产地在Waigeo岛。

## 扩展阅读
維基物種上的相關：金带笛鲷